# Campionato europeo di pallanuoto 1931 (maschile)
La III edizione del campionato europeo di pallanuoto si svolse a Parigi dal 23 al 30 agosto 1931, nell'ambito dei terzi campionati europei di nuoto, organizzati dalla LEN.
La formula del torneo vide le sette squadre partecipanti inserite in un unico girone. L'Ungheria conquistò il suo terzo oro europeo consecutivo.

## Risultati
| Data     | Gara           | Gara   | Gara           |
| -------- | -------------- | ------ | -------------- |
| 23-08-31 | Austria        | 3 - 2  | Svezia         |
| 23-08-31 | Germania       | 3 - 1  | Cecoslovacchia |
| 23-08-31 | Ungheria       | 12 - 1 | Francia        |
| 24-08-31 | Ungheria       | 13 - 0 | Austria        |
| 24-08-31 | Francia        | 4 - 4  | Svezia         |
| 24-08-31 | Germania       | 3 - 3  | Belgio         |
| 25-08-31 | Cecoslovacchia | 4 - 3  | Belgio         |
| 25-08-31 | Francia        | 5 - 1  | Austria        |
| 25-08-31 | Ungheria       | 12 - 1 | Svezia         |
| 26-08-31 | Austria        | 4 - 3  | Belgio         |
| 27-08-31 | Ungheria       | 4 - 1  | Cecoslovacchia |
| 27-08-31 | Germania       | 4 - 1  | Francia        |
| 28-08-31 | Belgio         | 4 - 2  | Svezia         |
| 28-08-31 | Cecoslovacchia | 2 - 1  | Francia        |
| 28-08-31 | Germania       | 2 - 2  | Ungheria       |
| 29-08-31 | Germania       | 5 - 0  | Austria        |
| 29-08-31 | Svezia         | 2 - 1  | Cecoslovacchia |
| 29-08-31 | Ungheria       | 9 - 2  | Belgio         |
| 30-08-31 | Austria        | 3 - 2  | Cecoslovacchia |
| 30-08-31 | Germania       | 4 - 2  | Svezia         |
| 30-08-31 | Belgio         | 4 - 2  | Francia        |

## Classifica finale
|    | Squadra        | Punti | G | V | N | P | GF | GS | DR  |
| -- | -------------- | ----- | - | - | - | - | -- | -- | --- |
|    | Ungheria       | 11    | 6 | 5 | 1 | 0 | 52 | 7  | +45 |
|    | Germania       | 10    | 6 | 4 | 2 | 0 | 21 | 9  | +12 |
|    | Austria        | 6     | 6 | 3 | 0 | 3 | 11 | 30 | -21 |
| 4. | Belgio         | 5     | 6 | 2 | 1 | 3 | 19 | 24 | -5  |
| 5. | Cecoslovacchia | 4     | 6 | 2 | 0 | 4 | 11 | 16 | -5  |
| 6. | Francia        | 3     | 6 | 1 | 1 | 4 | 14 | 27 | -13 |
| 7. | Svezia         | 3     | 6 | 1 | 1 | 4 | 13 | 28 | -15 |

### Campioni
| Oro |
| Ungheria István Barta Mihály Bozsi György Bródy Olivér Halassy Márton Homonnai Sándor Ivády Alajos Keserű Ferenc Keserű János Németh Miklós Sárkány József Vértesy |